# Clifford Brooks
Clifford Brooks, född 19 augusti 1944, är en friidrottare från Barbados. Han deltog vid olympiska sommarspelen 1972.